# محمود الطاره
محمود خالد الطاره لاعب كرة قدم مصري ، يلعب في خط الهجوم.

## مسيرة اللاعب
لعب سابقاً في نادي سرس الليان ونادي غزل شبين ونادي الذهب ونادي ليوا.